# 浅裂剪秋罗
浅裂剪秋罗（学名：Lychnis cognata）是石竹科剪秋罗属的植物。分布在朝鲜、俄罗斯以及中国大陆的河北、山西、辽宁、山东、内蒙古、黑龙江、吉林等地，生长于海拔500米至1,000米的地区，多生长在林下或灌丛草地，目前尚未由人工引种栽培。

## 别名
剪秋罗（种子植物名称） 毛缘剪秋罗（东北植物检索表）